# ژوائو پائولو فابیو
ژوائو پائولو فابیو (به پرتغالی: João Paulo Fabio) مدافع اهل برزیل است که در شهر ساو کارلوس و در تاریخ ۱۰ فوریهٔ ۱۹۷۹ به دنیا آمده‌است.
ژوائو پائولو فابیو در تیم‌های فوتبال Atlético Paranaense سابقهٔ حضور دارد.